# MG3
Rheinmetall MG3 er et bæltefødet, luftkølet maskingevær i kaliber 7.62 x 51 mm NATO, fremstillet af den tyske fabrikant Rheinmetall.
Geværet bruges i det danske forsvar under betegnelsen LMG M/62 (Let maskingevær Model 62). 
MG3 er en videreudvikling af det berømte tyske MG42 maskingevær, der blev indført under 2. verdenskrig.
Mundingshastigheden er 820 m/s. Effektiv rækkevidde er 800 meter med støtteben, 1.500 meter i affutage. Kadencen er omkring 1.200 skud i minuttet.
LMG M/62 er i dag ved at blive udfaset og afløses af det amerikanske M60 maskingevær (en) (M60E6)
| Militær | Spire Denne artikel om militær er en spire som bør udbygges. Du er velkommen til at hjælpe Wikipedia ved at udvide den. |